# Jón Ólafsson
Jón Ólafsson (ur. 20 marca 1850, zm. 11 lipca 1916) – islandzki polityk, publicysta, dziennikarz i poeta. 
Syn Ólafur Indriðason i Þorbjörg Jónsdóttir.
Związany z pismem Ný Fjélagsrit. Współtwórca islandzkiego ruchu wolnościowego (wówczas: liberalnego). Zwolennik filozofii J.S. Milla. Walczył o szeroką autonomię polityczną dla Islandii. W latach młodości tworzył liczne pieśni wolnościowe.

## Twórczość
- Alaska (Gov. Print. Off., 1875)
- Nanna (1878)
- Nýtt stafrófskver (Prentsmiðja "Skuldar", Th. Clementzen, 1879)
- English made easy: Enskunámsbók handa byrjöndum eftir Jón Ólafsson (Á kostnað höfundarins, 1882)
- Spánnýt stafrófskver (1889)
- Ritsíma-málið (Prentsmiðjan Gutenberg, 1905)
- Móðurmáls-bókin: Kenslubók. I. (J. Ólafsson, 1911)
- Orðabók íslenzkrar tungu að fornu og nýju: Í fjórum bindum (Prentsm. Gutenberg, 1912)
- Um verzlunarmál: sex fyrirlestrar, flutt hafa (Félagsprentsmiðjan, 1917)
- Andóf, ágreiningur og áróður (wyd. Bifröst University)
- Conflict and method: an essay on Dewey (Columbia University, 2000)